# Scottish Wanderers Football Club
O Scottish Wanderers Football Club foi um clube brasileiro de futebol da cidade de São Paulo do começo do Século XX, formado pela colônia escocesa no Brasil.
O Wanderers usava camisa azul com um leão branco como escudo.

## História

### O falso amadorismo e o fim do SPAC
O São Paulo Athletic Club foi o primeiro clube campeão de futebol no Brasil, ainda em 1902. Foi ainda o primeiro tricampeão paulista e o primeiro campeão invicto de um campeonato de futebol no Brasil. Tão glorioso clube, existente desde 1888, era formado por membros da colônia britânica no Brasil. Porém, em 1912, sendo o maior campeão do Estado com 4 títulos, decide abandonar a disputa do Campeonato Paulista de Futebol, pois seus membros não concordavam com o falso amadorismo que vigorava entre os participantes.
Os homens que comandavam o esporte naquela época entendiam que ele só teria futuro se fosse disputado com abnegação, por amor, e não por dinheiro. Claro que os dirigentes da entidade paulista sabiam da contratação de jogadores por parte de empresas, mas faziam vistas grossas porque, claro, todos precisavam sobreviver. Assim, vigorava um falso amadorismo.
Acontece que contar com o apoio de importantes empresas não é privilégio do futebol atual. Na verdade, desde os primeiros chutes na antiga bola de capotão já havia a participação direta de indústrias e lojas comerciais, que se dava da seguinte forma: como o futebol era amador, estas firmas contratavam os jogadores do clube que mais lhe agradasse para as mais diversas funções, desde porteiros e faxineiros até motoristas e escriturários.
Desta forma, os "empregados" recebiam mensalmente seus salários mas, na verdade, quase nunca apareciam nos locais de trabalho. Com isso, burlavam a legislação e podiam jogar normalmente. Isso não acontecia com todos os atletas, mas com certeza com a maioria deles.

### Surge o Wanderers
Integrantes da colônia escocesa, que não aceitaram a saída do SPAC da disputa pelo Paulistão, por amor ao esporte, resolveram criar o Wanderers, um time de sua própria colônia. Assim, liderados pelo professor e jogador escocês Archie McLean, foi fundado o Wanderers, que seria um dos primeiros clubes profissionais do Brasil, mesmo que ilegal e não oficialmente.
Na época, o Futebol Paulista estava dividido entre duas Ligas organizadas por associações que buscavam a hegemonia. Essas associações, visando seu crescimento, admitiam novos membros a cada ano, e os Wanderers foram admitidos no Campeonato Paulista de Futebol de 1914, organizado pela Associação Paulista de Esportes Atléticos, onde jogavam o Clube Atlético Paulistano e a Associação Atlética das Palmeiras entre outros.
O desempenho do Wanderers nos dois campeonato disputados foi fraco ficando em penúltimo nas duas vezes, apesar de ter um dos maiores futebolistas do Brasil na época: Archie McLean. Esse escocês que jogou ainda no SPAC, no Americano e no AA São Bento, foi quem trouxe e introduziu a troca de passes conhecida como tabelinha no Futebol Brasileiro, sendo que seu futebol encantou tanto que foi convocado e defendeu a Seleção Paulista contra a Seleção Carioca.

### O fim do Wanderers
O fato decisivo para sua existência ocorreu às vésperas do Paulistão de 1916: um escândalo veio à tona. Inconformado por não ter sido aceito no time, um jogador denunciou o esquema que mantinha vivo o Wanderers: após cada partida, o valor arrecadado com a venda de ingressos não era destinado às despesas gerais do clube, mas sim dividido entre os atletas que estudavam no colégio Mackenzie.
Isso configurou profissionalismo, aquele mesmo que levou o antecessor SPAC a abandonar o Paulistão, e a APEA jamais iria aceitar tal desonra. Comprovada a irregularidade, o Wanderers foi expulso da APEA e, claro, não pôde disputar o Campeonato Paulista seguinte. Aliás, poucos dias depois acabou sendo extinto. A Società Sportiva Palestra Italia, hoje conhecido como Sociedade Esportiva Palmeiras, acabou ficando com sua vaga e estreando no Paulistão de 1916.